# Odenas
Odenas est une commune française, située dans le département du Rhône en région Auvergne-Rhône-Alpes.

## Géographie

### Climat
Pour des articles plus généraux, voir Climat d'Auvergne-Rhône-Alpes et Climat du Rhône.
En 2010, le climat de la commune est de type climat océanique dégradé des plaines du Centre et du Nord, selon une étude du Centre national de la recherche scientifique s'appuyant sur une série de données couvrant la période 1971-2000. En 2020, Météo-France publie une typologie des climats de la France métropolitaine dans laquelle la commune est exposée à un climat de montagne ou de marges de montagne et est dans la région climatique  Nord-est du Massif Central, caractérisée par une pluviométrie annuelle de 800 à 1 200 mm, bien répartie dans l’année. 
Pour la période 1971-2000, la température annuelle moyenne est de 11,3 °C, avec une amplitude thermique annuelle de 17,4 °C. Le cumul annuel moyen de précipitations est de 836 mm, avec 9,8 jours de précipitations en janvier et 7,1 jours en juillet. Pour la période 1991-2020, la température moyenne annuelle observée sur la station météorologique de Météo-France la plus proche, « St-Georges-Reneins », sur la commune de Saint-Georges-de-Reneins à 6 km à vol d'oiseau, est de 12,2 °C et le cumul annuel moyen de précipitations est de 723,2 mm,. Pour l'avenir, les paramètres climatiques de la commune estimés pour 2050 selon différents scénarios d'émission de gaz à effet de serre sont consultables sur un site dédié publié par Météo-France en novembre 2022.

## Urbanisme

### Typologie
Au 1er janvier 2024, Odenas est catégorisée bourg rural, selon la nouvelle grille communale de densité à sept niveaux définie par l'Insee en 2022.
Elle est située hors unité urbaine et hors attraction des villes,.

### Occupation des sols
L'occupation des sols de la commune, telle qu'elle ressort de la base de données européenne d’occupation biophysique des sols Corine Land Cover (CLC), est marquée par l'importance des territoires agricoles (78,2 % en 2018), en diminution par rapport à 1990 (79,8 %). La répartition détaillée en 2018 est la suivante : 
cultures permanentes (68,9 %), forêts (18,8 %), prairies (5,7 %), zones agricoles hétérogènes (3,5 %), zones urbanisées (3 %). L'évolution de l’occupation des sols de la commune et de ses infrastructures peut être observée sur les différentes représentations cartographiques du territoire : la carte de Cassini (XVIIIe siècle), la carte d'état-major (1820-1866) et les cartes ou photos aériennes de l'IGN pour la période actuelle (1950 à aujourd'hui).

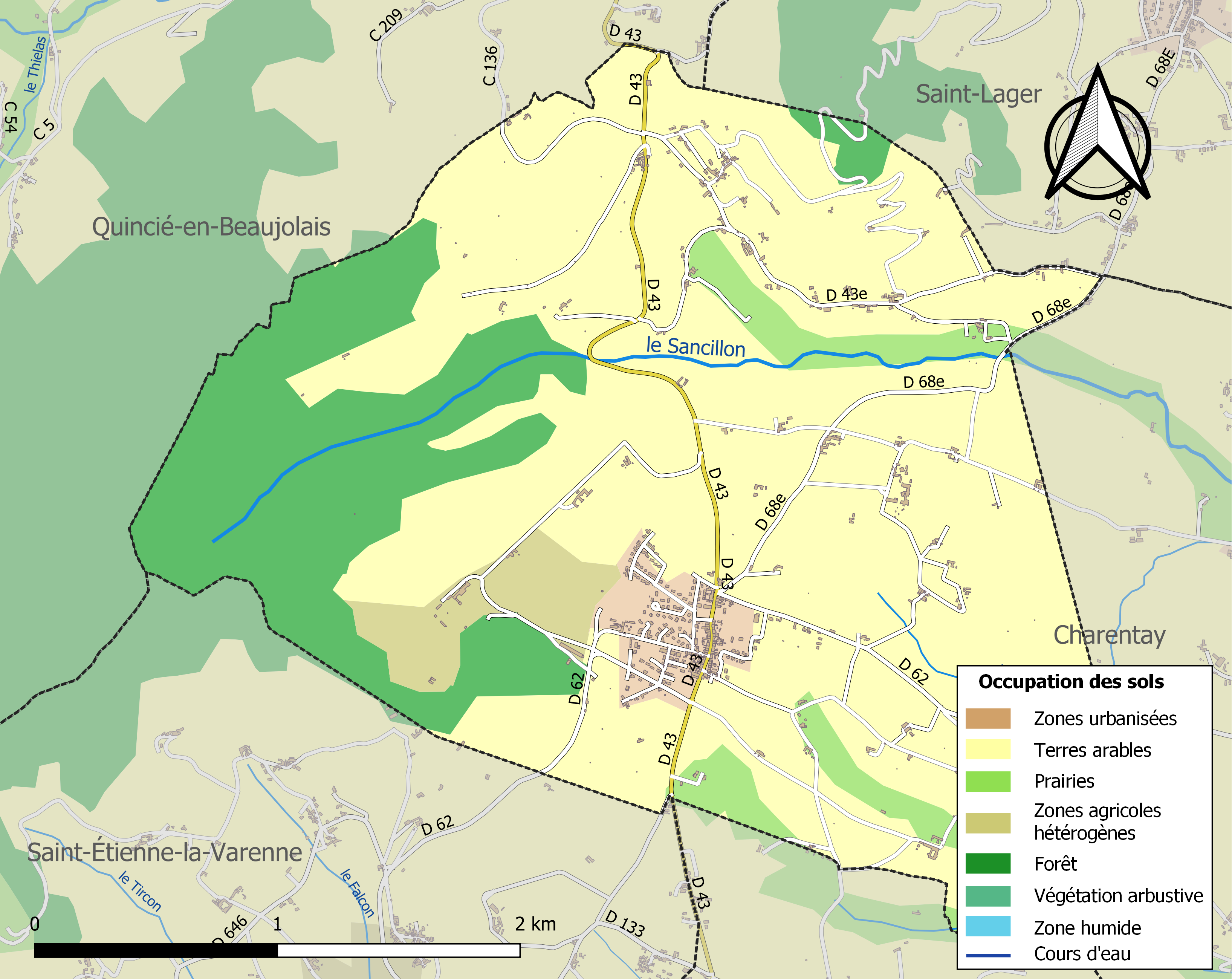
Carte des infrastructures et de l'occupation des sols de la commune en 2018 (CLC).

## Histoire
Les hommes préhistoriques ont sans doute appréciés l'heureuse situation de nos coteaux car leur traces se rencontrent sur tout le territoire de notre village.
Au cours de ses recherches Claudius Savoye a retrouvé d'innombrables preuves de leur présence en plusieurs lieux, notamment à Pierreux.
D'après Claudius Savoye , le nom d'Odenas viendrait de transformation de OUDENAS formé du Celte Oulde qui veut dire contre et Neack qui signifie montagne.
D'autre prétendent que le nom d'Odenas viendrait du gaulois ALDOS dérivé de ALDENUS ou ALDENIACUS.
La paroisse d'Odenas a été créée en 1103 par Hugues 1er archevêque de Lyon. Jusqu'au XIXe siècle le bourg d'Odenas était situé près de l'église qui fut reconstruite partiellement sur l'emplacement de l'ancienne à côté de la maison forte du Vierre.
Une rue commerçante naitra au XIXe siècle à la Jardinière sur le tracé de la nouvelle route (actuelle rue du Beaujolais)
Plus près de nous à partir de 1977 des lotissements ont vu le jour sur la partie ouest de notre village.

## Politique et administration
| Période                                  | Période                       | Identité         | Étiquette | Qualité                                                           |
| ---------------------------------------- | ----------------------------- | ---------------- | --------- | ----------------------------------------------------------------- |
| Les données manquantes sont à compléter. |                               |                  |           |                                                                   |
| 1901                                     | 1953                          | Émile Bender     | RRRS      | Conseiller Général, Président du Conseil Général du Rhône, Député |
| 1953                                     | 1971                          | Pierre Gayot     |           |                                                                   |
| 1971                                     | 1989                          | Benoît Trichard  |           |                                                                   |
| 1989                                     | ?                             | Louis Bassy      |           |                                                                   |
| 2001                                     | 2008                          | Pascal Dufaitre  |           |                                                                   |
| mars 2008                                | En cours (au 7 novembre 2023) | Évelyne Geoffray | UDI       | Conseillère départementale du canton de Belleville depuis 2015    |

## Démographie
L'évolution du nombre d'habitants est connue à travers les recensements de la population effectués dans la commune depuis 1793. Pour les communes de moins de 10 000 habitants, une enquête de recensement portant sur toute la population est réalisée tous les cinq ans, les populations de référence des années intermédiaires étant quant à elles estimées par interpolation ou extrapolation. Pour la commune, le premier recensement exhaustif entrant dans le cadre du nouveau dispositif a été réalisé en 2004.

En 2022, la commune comptait 943 habitants, en évolution de +1,4 % par rapport à 2016 (Rhône : +3,93 %, France hors Mayotte : +2,11 %).
| 1793 | 1800 | 1806 | 1821 | 1831 | 1836 | 1841 | 1846 | 1851 |
| ---- | ---- | ---- | ---- | ---- | ---- | ---- | ---- | ---- |
| 537  | 549  | 706  | 732  | 875  | 924  | 889  | 856  | 856  |

| 1856 | 1861 | 1866 | 1872 | 1876 | 1881 | 1886 | 1891 | 1896 |
| ---- | ---- | ---- | ---- | ---- | ---- | ---- | ---- | ---- |
| 797  | 850  | 804  | 816  | 848  | 766  | 738  | 801  | 839  |

| 1901 | 1906 | 1911 | 1921 | 1926 | 1931 | 1936 | 1946 | 1954 |
| ---- | ---- | ---- | ---- | ---- | ---- | ---- | ---- | ---- |
| 876  | 923  | 849  | 760  | 716  | 715  | 742  | 750  | 697  |

| 1962 | 1968 | 1975 | 1982 | 1990 | 1999 | 2004 | 2006 | 2009 |
| ---- | ---- | ---- | ---- | ---- | ---- | ---- | ---- | ---- |
| 636  | 641  | 605  | 706  | 750  | 735  | 688  | 711  | 820  |

| 2014 | 2019 | 2022 | - | - | - | - | - | - |
| ---- | ---- | ---- | - | - | - | - | - | - |
| 922  | 921  | 943  | - | - | - | - | - | - |

## Lieux et monuments
- Château de la Chaize ;
- Château de Nervers ;
- Château de Pierreux ;
- Mont Brouilly.

## Personnalités liées à la commune
- Émile Bender (1871 - 1953), avocat et homme politique, maire d'Odenas de 1901 à 1953.
- Claudius Savoye (1856 - 1908), instituteur et préhistorien, instituteur à Odenas à partir de 1881.